# Pseudexechia
Pseudexechia is een muggengeslacht uit de familie van de paddenstoelmuggen (Mycetophilidae).

## Soorten
- P. aurivernica Chandler, 1978
- P. canalicula (Johannsen, 1912)
- P. hamulata (Lackschewitz, 1937)
- P. latevittata Chandler & Blasco-Zumeta, 2001
- P. parallela (Edwards, 1925)
- P. trisignata (Edwards, 1913)
- P. tristriata Stackelberg, 1969
- P. trivittata (Stæger, 1840)